# Mervyn Griffiths
Pour les articles homonymes, voir Griffiths.
Benjamin Mervyn Griffiths dit Sandy Griffiths (né le 17 janvier 1909 à Abertillery et mort le 21 janvier 1974 à Newport) était un arbitre gallois de football. Il débuta comme arbitre en 1933 au niveau local, puis en première division en 1939, puis devint arbitre international de 1949 à 1958 et arrêta en 1959.

## Carrière
Il a officié dans des compétitions majeures :
- Coupe du monde de football de 1950 (2 matchs)
- Coupe d'Angleterre de football 1952-1953 (finale)
- Coupe du monde de football de 1954 (3 matchs)
- Coupe du monde de football de 1958 (2 matchs)